# Złożoność cyklomatyczna
Złożoność cyklomatyczna – metryka oprogramowania opracowana przez Thomasa J. McCabe'a w 1976, używana do pomiaru stopnia skomplikowania programu. Podstawą do wyliczeń jest liczba dróg w schemacie blokowym danego programu, co oznacza wprost liczbę punktów decyzyjnych w tym programie. 
Przytaczane są poniższe wartości złożoności cyklomatycznej:
- od 1 do 10 – kod dość prosty stwarzający nieznaczne ryzyko
- od 11 do 20 – kod złożony powodujący ryzyko na średnim poziomie
- od 21 do 50 – kod bardzo złożony związany z wysokim ryzykiem
- powyżej 50 – kod niestabilny grożący bardzo wysokim poziomem ryzyka.